# Großer Preis von Großbritannien (Motorrad)
Der Große Preis von Großbritannien für Motorräder ist ein Motorrad-Rennen, das seit 1977 ausgetragen wird und seitdem zur Motorrad-Weltmeisterschaft zählt. Er findet auf dem Silverstone Circuit statt.
Zuerst fand er auf dem Silverstone Circuit statt, von 1987 bis 2009 wurde das Rennen in Donington Park ausgetragen. Seit 2010 findet der Grand Prix wieder in Silverstone statt.

## Geschichte
Obwohl Großbritannien als das Mutterland des Motorrad-Rennsports gilt, gab es bis 1977 keinen offiziellen Grand Prix von Großbritannien im Rahmen der Motorrad-WM. Stattdessen zählte die auf der Isle of Man ausgetragene Tourist Trophy von 1949 bis 1976 zur Weltmeisterschaft.

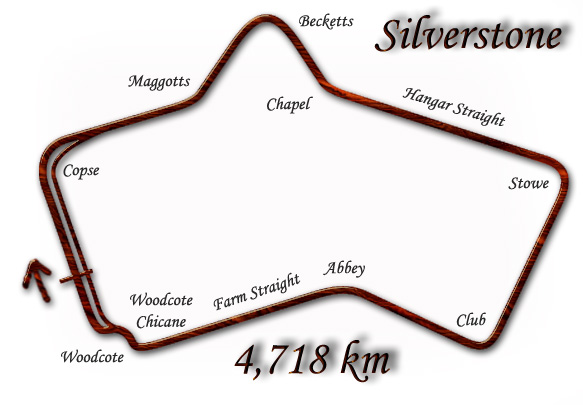
Der Silverstone Circuit, wie er 1977–1986 befahren wurde.
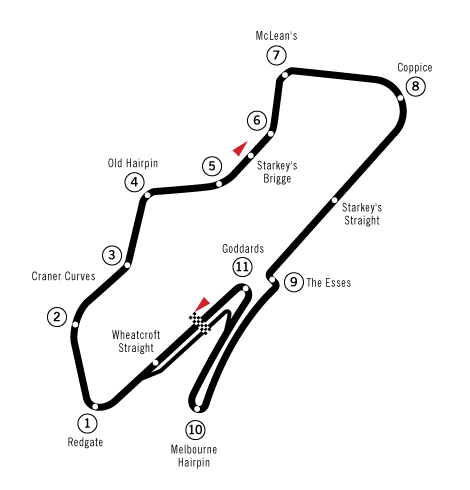
Der Donington Park Circuit mit der 1987–2009 genutzten Streckenführung.
Der Silverstone Circuit im seit 2010 befahrenen Layout.

## Statistik
| Auflage | Jahr | Strecke     | Klasse                                | Sieger                                                   | Zweiter                                                  | Dritter                                                  | Pole-Position                           | Schn. Rennrunde                       |
| ------- | ---- | ----------- | ------------------------------------- | -------------------------------------------------------- | -------------------------------------------------------- | -------------------------------------------------------- | --------------------------------------- | ------------------------------------- |
| 1       | 1977 | Silverstone | 125 cm³                               | Pierluigi Conforti (Morbidelli)                          | Eugenio Lazzarini (Morbidelli)                           | Jean-Louis Guignabodet (Morbidelli)                      | Pierluigi Conforti (Morbidelli)         | Eugenio Lazzarini (Morbidelli)        |
| 1       | 1977 | Silverstone | 250 cm³                               | Kork Ballington (Yamaha)                                 | Aldo Nannini (Yamaha)                                    | Eric Saul (Yamaha)                                       | Takazumi Katayama (Yamaha)              | Eric Saul (Yamaha)                    |
| 1       | 1977 | Silverstone | 350 cm³                               | Kork Ballington (Yamaha)                                 | Olivier Chevallier (Yamaha)                              | John Williams (Yamaha)                                   | Kork Ballington (Yamaha)                | Kork Ballington (Yamaha)              |
| 1       | 1977 | Silverstone | 500 cm³                               | Pat Hennen (Suzuki)                                      | Steve Baker (Yamaha)                                     | Teuvo Länsivuori (Suzuki)                                | Barry Sheene (Suzuki)                   | Steve Parrish (Suzuki)                |
| 1       | 1977 | Silverstone | Gespanne                              | Schwärzel / Huber (ARO-Fath)                             | Steinhausen / Kalauch (Busch-Yamaha)                     | O’Dell / Holland (Seymaz-Yamaha)                         | Biland / Williams (Seymaz-Yamaha)       | Schwärzel / Huber (ARO-Fath)          |
|         |      |             |                                       |                                                          |                                                          |                                                          |                                         |                                       |
| 2       | 1978 | Silverstone | 125 cm³                               | Ángel Nieto (Minarelli)                                  | Clive Horton (Morbidelli)                                | Eugenio Lazzarini (MBA)                                  | Eugenio Lazzarini (MBA)                 | Eugenio Lazzarini (MBA)               |
| 2       | 1978 | Silverstone | 250 cm³                               | Toni Mang (Kawasaki)                                     | Tom Herron (Yamaha)                                      | Raymond Roche (Yamaha)                                   | Kork Ballington (Kawasaki)              | Toni Mang (Kawasaki)                  |
| 2       | 1978 | Silverstone | 350 cm³                               | Kork Ballington (Kawasaki)                               | Tom Herron (Yamaha)                                      | Mick Grant (Kawasaki)                                    | Kork Ballington (Kawasaki)              | Tom Herron (Yamaha)                   |
| 2       | 1978 | Silverstone | 500 cm³                               | Kenny Roberts sr. (Yamaha)                               | Steve Manship (Suzuki)                                   | Barry Sheene (Suzuki)                                    | Michel Rougerie (Suzuki)                | Kenny Roberts sr. (Yamaha)            |
| 2       | 1978 | Silverstone | Gespanne                              | Michel / Collins (Seymaz-Yamaha)                         | Biland / Williams (BEO-Yamaha)                           | Taylor / Neil (Windle-Yamaha)                            | Biland / Williams (BEO-Yamaha)          | Biland / Williams (BEO-Yamaha)        |
|         |      |             |                                       |                                                          |                                                          |                                                          |                                         |                                       |
| 3       | 1979 | Silverstone | 125 cm³                               | Ángel Nieto (Minarelli)                                  | Gert Bender (Bender)                                     | Guy Bertin (Motobécane)                                  | Hans Müller (MBA)                       | Pier Paolo Bianchi (Minarelli)        |
| 3       | 1979 | Silverstone | 250 cm³                               | Kork Ballington (Kawasaki)                               | Randy Mamola (Yamaha)                                    | Toni Mang (Kawasaki)                                     | Kork Ballington (Kawasaki)              | Kork Ballington (Kawasaki)            |
| 3       | 1979 | Silverstone | 350 cm³                               | Kork Ballington (Kawasaki)                               | Gregg Hansford (Kawasaki)                                | Jeffrey Sayle (Yamaha)                                   | Eric Saul (Adriatica)                   | Kork Ballington (Kawasaki)            |
| 3       | 1979 | Silverstone | 500 cm³                               | Kenny Roberts sr. (Yamaha)                               | Barry Sheene (Suzuki)                                    | Wil Hartog (Suzuki)                                      | Kenny Roberts sr. (Yamaha)              | Barry Sheene (Suzuki)                 |
| 3       | 1979 | Silverstone | Gespanne (B2A)                        | Biland / Waltisperg (Schmid-Yamaha)                      | Taylor / Johansson (Windle-Yamaha)                       | Greasley / Parkins (Yamaha)                              | Jones / Ayres (Daytona-Yamaha)          | Taylor / Johansson (Windle-Yamaha)    |
| 3       | 1979 | Silverstone | Gespanne (B2B)                        | Michel / Burkhard (Seymaz-Yamaha)                        | Holzer / Meierhans (LCR-Yamaha)                          | Kumano / Arifuku (Yamaha)                                | Biland / Waltisperg (LCR-Yamaha)        | Michel / Burkhard (Seymaz-Yamaha)     |
|         |      |             |                                       |                                                          |                                                          |                                                          |                                         |                                       |
| 4       | 1980 | Silverstone | 125 cm³                               | Loris Reggiani (Minarelli)                               | Bruno Kneubühler (MBA)                                   | Pier Paolo Bianchi (MBA)                                 | Guy Bertin (Motobécane)                 | Ángel Nieto (Minarelli)               |
| 4       | 1980 | Silverstone | 250 cm³                               | Kork Ballington (Kawasaki)                               | Toni Mang (Krauser)                                      | Thierry Espié (Bimota-Yamaha)                            | Toni Mang (Krauser)                     | Toni Mang (Krauser)                   |
| 4       | 1980 | Silverstone | 350 cm³                               | Toni Mang (Krauser)                                      | Jon Ekerold (Bimota-Yamaha)                              | Eric Saul (Bimota-Yamaha)                                | Toni Mang (Krauser)                     | Toni Mang (Krauser)                   |
| 4       | 1980 | Silverstone | 500 cm³                               | Randy Mamola (Suzuki)                                    | Kenny Roberts sr. (Yamaha)                               | Marco Lucchinelli (Suzuki)                               | Kenny Roberts sr. (Yamaha)              | Kenny Roberts sr. (Yamaha)            |
| 4       | 1980 | Silverstone | Gespanne                              | Jones / Ayres (Ireson-Yamaha)                            | Taylor / Johansson (Windle-Yamaha)                       | O’Dell / Williams (Yamaha)                               | Taylor / Johansson (Windle-Yamaha)      | Jones / Ayres (Ireson-Yamaha)         |
|         |      |             |                                       |                                                          |                                                          |                                                          |                                         |                                       |
| 5       | 1981 | Silverstone | 125 cm³                               | Ángel Nieto (Minarelli)                                  | Jacques Bolle (Motobécane)                               | Hugo Vignetti (MBA)                                      | Jacques Bolle (Motobécane)              | Ángel Nieto (Minarelli)               |
| 5       | 1981 | Silverstone | 250 cm³                               | Toni Mang (Kawasaki)                                     | Roland Freymond (Ad Majora)                              | Graeme McGregor (Kawasaki)                               | Toni Mang (Kawasaki)                    | Richard Schlachter (Yamaha)           |
| 5       | 1981 | Silverstone | 350 cm³                               | Toni Mang (Kawasaki)                                     | Keith Huewen (Yamaha)                                    | Jean-François Baldé (Kawasaki)                           | Toni Mang (Kawasaki)                    | Didier de Radiguès (Yamaha)           |
| 5       | 1981 | Silverstone | 500 cm³                               | Jack Middelburg (Suzuki)                                 | Kenny Roberts sr. (Yamaha)                               | Randy Mamola (Suzuki)                                    | Graeme Crosby (Suzuki)                  | Kork Ballington (Kawasaki)            |
| 5       | 1981 | Silverstone | Gespanne                              | Biland / Waltisperg (LCR-Yamaha)                         | Jones / Ayres (Yamaha)                                   | Michel / Burkard (Seymaz-Yamaha)                         | unbekannt                               | Biland / Waltisperg (LCR-Yamaha)      |
|         |      |             |                                       |                                                          |                                                          |                                                          |                                         |                                       |
| 6       | 1982 | Silverstone | 125 cm³                               | Ángel Nieto (Garelli)                                    | Ricardo Tormo (Sanvenero)                                | Pier Paolo Bianchi (Sanvenero)                           | Ángel Nieto (Garelli)                   | Ángel Nieto (Garelli)                 |
| 6       | 1982 | Silverstone | 250 cm³                               | Martin Wimmer (Yamaha)                                   | Toni Mang (Kawasaki)                                     | Jean-Louis Tournadre (Yamaha)                            | Martin Wimmer (Yamaha)                  | Toni Mang (Kawasaki)                  |
| 6       | 1982 | Silverstone | 350 cm³                               | Jean-François Baldé (Kawasaki)                           | Didier de Radiguès (Chevallier-Yamaha)                   | Toni Mang (Kawasaki)                                     | Martin Wimmer (Yamaha)                  | Jean-François Baldé (Kawasaki)        |
| 6       | 1982 | Silverstone | 500 cm³                               | Franco Uncini (Suzuki)                                   | Freddie Spencer (Honda)                                  | Graeme Crosby (Yamaha)                                   | Franco Uncini (Suzuki)                  | Graeme Crosby (Yamaha)                |
| 6       | 1982 | Silverstone | Gespanne                              | Streuer / Schnieders (LCR-Yamaha)                        | Schwärzel / Huber (Seymaz-Yamaha)                        | Abbott / Smith (Yamaha)                                  | Biland / Waltisperg (LCR-Yamaha)        | Streuer / Schnieders (LCR-Yamaha)     |
|         |      |             |                                       |                                                          |                                                          |                                                          |                                         |                                       |
| 7       | 1983 | Silverstone | 125 cm³                               | Ángel Nieto (Garelli)                                    | Bruno Kneubühler (MBA)                                   | Hans Müller (Seel-MBA)                                   | Ricardo Tormo (MBA)                     | Ángel Nieto (Garelli)                 |
| 7       | 1983 | Silverstone | 250 cm³                               | Jacques Bolle (Pernod)                                   | Thierry Espié (Chevallier-Yamaha)                        | Christian Sarron (Yamaha)                                | Patrick Fernandez (Yamaha)              | Jacques Bolle (Pernod)                |
| 7       | 1983 | Silverstone | 500 cm³                               | Kenny Roberts sr. (Yamaha)                               | Freddie Spencer (Honda)                                  | Randy Mamola (Suzuki)                                    | Kenny Roberts sr. (Yamaha)              | Kenny Roberts sr. (Yamaha)            |
| 7       | 1983 | Silverstone | Gespanne                              | Streuer / Schnieders (LCR-Yamaha)                        | Michel / Monchaud (LCR-Yamaha)                           | Jones / Ayres (LCR-Yamaha)                               | Streuer / Schnieders (LCR-Yamaha)       | Streuer / Schnieders (LCR-Yamaha)     |
|         |      |             |                                       |                                                          |                                                          |                                                          |                                         |                                       |
| 8       | 1984 | Silverstone | 125 cm³                               | Ángel Nieto (Garelli)                                    | Jean-Claude Selini (MBA)                                 | Fausto Gresini (Garelli)                                 | Bruno Kneubühler (MBA)                  | Ángel Nieto (Garelli)                 |
| 8       | 1984 | Silverstone | 250 cm³                               | Christian Sarron (Yamaha)                                | Andy Watts (EMC-Rotax)                                   | Carlos Lavado (Yamaha)                                   | Manfred Herweh (Real-Rotax)             | Christian Sarron (Yamaha)             |
| 8       | 1984 | Silverstone | 500 cm³                               | Randy Mamola (Honda)                                     | Eddie Lawson (Yamaha)                                    | Ron Haslam (Honda)                                       | Raymond Roche (Honda)                   | Randy Mamola (Honda)                  |
| 8       | 1984 | Silverstone | Gespanne                              | Streuer / Schnieders (LCR-Yamaha)                        | Biland / Waltisperg (LCR-Yamaha)                         | Schwärzel / Huber (LCR-Yamaha)                           | Biland / Waltisperg (LCR-Yamaha)        | Biland / Waltisperg (LCR-Yamaha)      |
|         |      |             |                                       |                                                          |                                                          |                                                          |                                         |                                       |
| 9       | 1985 | Silverstone | 125 cm³                               | August Auinger (MBA)                                     | Pier Paolo Bianchi (MBA)                                 | Jean-Claude Selini (MBA)                                 | Ezio Gianola (Garelli)                  | August Auinger (MBA)                  |
| 9       | 1985 | Silverstone | 250 cm³                               | Toni Mang (Honda)                                        | Reinhold Roth (Juchem-Yamaha)                            | Manfred Herweh (Real-Rotax)                              | Carlos Lavado (Yamaha)                  | Manfred Herweh (Real-Rotax)           |
| 9       | 1985 | Silverstone | 500 cm³                               | Freddie Spencer (Honda)                                  | Eddie Lawson (Yamaha)                                    | Christian Sarron (Yamaha)                                | Freddie Spencer (Honda)                 | Freddie Spencer (Honda)               |
| 9       | 1985 | Silverstone | Gespanne                              | Das Rennen wurde wegen starken Regens und Wind abgesagt. | Das Rennen wurde wegen starken Regens und Wind abgesagt. | Das Rennen wurde wegen starken Regens und Wind abgesagt. | Streuer / Schnieders (LCR-Yamaha)       | –                                     |
|         |      |             |                                       |                                                          |                                                          |                                                          |                                         |                                       |
| 10      | 1986 | Silverstone | 80 cm³                                | Ian McConnachie (Krauser)                                | Stefan Dörflinger (Krauser)                              | Jorge Martínez (Derbi)                                   | Stefan Dörflinger (Krauser)             | Stefan Dörflinger (Krauser)           |
| 10      | 1986 | Silverstone | 125 cm³                               | August Auinger (MBA)                                     | Domenico Brigaglia (Ducados-MBA)                         | Luca Cadalora (Garelli)                                  | Bruno Kneubühler (LCR-MBA)              | August Auinger (MBA)                  |
| 10      | 1986 | Silverstone | 250 cm³                               | Dominique Sarron (Honda)                                 | Carlos Lavado (Yamaha)                                   | Sito Pons (Honda)                                        | Carlos Lavado (Yamaha)                  | Carlos Lavado (Yamaha)                |
| 10      | 1986 | Silverstone | 500 cm³                               | Wayne Gardner (Honda)                                    | Didier de Radiguès (Honda)                               | Eddie Lawson (Yamaha)                                    | Wayne Gardner (Honda)                   | Eddie Lawson (Yamaha)                 |
| 10      | 1986 | Silverstone | Gespanne                              | Streuer / Schnieders (LCR-Yamaha)                        | Webster / Hewitt (LCR-Yamaha)                            | Schweiz / Egloff (LCR-Yamaha)                            | Biland / Waltisperg (LCR-Krauser)       | Streuer / Schnieders (LCR-Yamaha)     |
|         |      |             |                                       |                                                          |                                                          |                                                          |                                         |                                       |
| 11      | 1987 | Donington   | 80 cm³                                | Jorge Martínez (Derbi)                                   | Ian McConnachie (Krauser)                                | Gerhard Waibel (Krauser)                                 | Jorge Martínez (Derbi)                  | Jorge Martínez (Derbi)                |
| 11      | 1987 | Donington   | 125 cm³                               | Fausto Gresini (Garelli)                                 | Pier Paolo Bianchi (MBA)                                 | Jean-Claude Selini (MBA)                                 | Bruno Casanova (Garelli)                | Fausto Gresini (Garelli)              |
| 11      | 1987 | Donington   | 250 cm³                               | Toni Mang (Honda)                                        | Loris Reggiani (Aprilia-Rotax)                           | Martin Wimmer (Yamaha)                                   | Patrick Igoa (Yamaha)                   | Martin Wimmer (Yamaha)                |
| 11      | 1987 | Donington   | 500 cm³                               | Eddie Lawson (Yamaha)                                    | Wayne Gardner (Honda)                                    | Randy Mamola (Yamaha)                                    | Wayne Gardner (Honda)                   | Tadahiko Taira (Yamaha)               |
| 11      | 1987 | Donington   | Gespanne                              | Webster / Hewitt (LCR-Krauser)                           | Streuer / Schnieders (LCR-Yamaha)                        | Steinhausen / Hiller (Busch-Yamaha)                      | Biland / Waltisperg (LCR-Krauser)       | Webster / Hewitt (LCR-Krauser)        |
|         |      |             |                                       |                                                          |                                                          |                                                          |                                         |                                       |
| 12      | 1988 | Donington   | 125 cm³                               | Ezio Gianola (Honda)                                     | Jorge Martínez (Derbi)                                   | Domenico Brigaglia (Gazzaniga-Rotax)                     | Ezio Gianola (Honda)                    | Ezio Gianola (Honda)                  |
| 12      | 1988 | Donington   | 250 cm³                               | Luca Cadalora (Yamaha)                                   | Dominique Sarron (Honda)                                 | Joan Garriga (Yamaha)                                    | Joan Garriga (Yamaha)                   | Joan Garriga (Yamaha)                 |
| 12      | 1988 | Donington   | 500 cm³                               | Wayne Rainey (Yamaha)                                    | Wayne Gardner (Honda)                                    | Christian Sarron (Yamaha)                                | Wayne Gardner (Honda)                   | Christian Sarron (Yamaha)             |
| 12      | 1988 | Donington   | Gespanne                              | Webster / Hewitt (LCR-Krauser)                           | Biland / Waltisperg (LCR-Krauser)                        | Michel / Fresc (LCR-Krauser)                             | Biland / Waltisperg (LCR-Krauser)       | Biland / Waltisperg (LCR-Krauser)     |
|         |      |             |                                       |                                                          |                                                          |                                                          |                                         |                                       |
| 13      | 1989 | Donington   | 125 cm³                               | Hans Spaan (Honda)                                       | Àlex Crivillé (JJ Cobas-Rotax)                           | Ezio Gianola (Honda)                                     | Hans Spaan (Honda)                      | Hans Spaan (Honda)                    |
| 13      | 1989 | Donington   | 250 cm³                               | Sito Pons (Honda)                                        | Reinhold Roth (Honda)                                    | Masahiro Shimizu (Honda)                                 | Luca Cadalora (Yamaha)                  | Sito Pons (Honda)                     |
| 13      | 1989 | Donington   | 500 cm³                               | Kevin Schwantz (Suzuki)                                  | Eddie Lawson (Honda)                                     | Wayne Rainey (Yamaha)                                    | Kevin Schwantz (Suzuki)                 | Eddie Lawson (Honda)                  |
| 13      | 1989 | Donington   | Gespanne                              | Webster / Hewitt (LCR-Krauser)                           | Streuer / de Haas (LCR-Yamaha)                           | Biland / Waltisperg (LCR-Krauser)                        | Biland / Waltisperg (LCR-Krauser)       | Webster / Hewitt (LCR-Krauser)        |
|         |      |             |                                       |                                                          |                                                          |                                                          |                                         |                                       |
| 14      | 1990 | Donington   | 125 cm³                               | Loris Capirossi (Honda)                                  | Doriano Romboni (Honda)                                  | Hans Spaan (Honda)                                       | Stefan Prein (Honda)                    | Hans Spaan (Honda)                    |
| 14      | 1990 | Donington   | 250 cm³                               | Luca Cadalora (Yamaha)                                   | Masahiro Shimizu (Honda)                                 | Helmut Bradl (Honda)                                     | John Kocinski (Yamaha)                  | Luca Cadalora (Yamaha)                |
| 14      | 1990 | Donington   | 500 cm³                               | Kevin Schwantz (Suzuki)                                  | Wayne Rainey (Yamaha)                                    | Eddie Lawson (Yamaha)                                    | Wayne Gardner (Honda)                   | Kevin Schwantz (Suzuki)               |
| 14      | 1990 | Donington   | Gespanne                              | Streuer / de Haas (LCR-Yamaha)                           | Michel / Birchall (LCR-Krauser)                          | Biland / Waltisperg (LCR-Krauser)                        | Webster / Hewitt (LCR-Krauser)          | Streuer / de Haas (LCR-Yamaha)        |
|         |      |             |                                       |                                                          |                                                          |                                                          |                                         |                                       |
| 15      | 1991 | Donington   | 125 cm³                               | Loris Capirossi (Honda)                                  | Fausto Gresini (Honda)                                   | Peter Öttl (Bakker-Rotax)                                | Loris Capirossi (Honda)                 | Loris Capirossi (Honda)               |
| 15      | 1991 | Donington   | 250 cm³                               | Luca Cadalora (Honda)                                    | Carlos Cardús (Honda)                                    | Helmut Bradl (Honda)                                     | Loris Reggiani (Aprilia)                | Loris Reggiani (Aprilia)              |
| 15      | 1991 | Donington   | 500 cm³                               | Kevin Schwantz (Suzuki)                                  | Wayne Rainey (Yamaha)                                    | Mick Doohan (Honda)                                      | Kevin Schwantz (Suzuki)                 | Kevin Schwantz (Suzuki)               |
| 15      | 1991 | Donington   | Gespanne                              | Biland / Waltisperg (LCR-Honda)                          | Webster / Simmons (LCR-Krauser)                          | Streuer / Brown (LCR-Krauser)                            | Biland / Waltisperg (LCR-Honda)         | Webster / Simmons (LCR-Krauser)       |
|         |      |             |                                       |                                                          |                                                          |                                                          |                                         |                                       |
| 16      | 1992 | Donington   | 125 cm³                               | Fausto Gresini (Aprilia)                                 | Alessandro Gramigni (Aprilia)                            | Noboru Ueda (Honda)                                      | Bruno Casanova (Aprilia)                | Noboru Ueda (Honda)                   |
| 16      | 1992 | Donington   | 250 cm³                               | Pierfrancesco Chili (Aprilia)                            | Loris Reggiani (Aprilia)                                 | Doriano Romboni (Honda)                                  | Pierfrancesco Chili (Aprilia)           | Pierfrancesco Chili (Aprilia)         |
| 16      | 1992 | Donington   | 500 cm³                               | Wayne Gardner (Honda)                                    | Wayne Rainey (Yamaha)                                    | Joan Garriga (Yamaha)                                    | Eddie Lawson (Cagiva)                   | Wayne Rainey (Yamaha)                 |
| 16      | 1992 | Donington   | Gespanne                              | Biland / Waltisperg (LCR-Krauser)                        | Dixon / Hetherington (LCR-Krauser)                       | Webster / Simmons (LCR-ADM)                              | Biland / Waltisperg (LCR-Krauser)       | Biland / Waltisperg (LCR-Krauser)     |
|         |      |             |                                       |                                                          |                                                          |                                                          |                                         |                                       |
| 17      | 1993 | Donington   | 125 cm³                               | Dirk Raudies (Honda)                                     | Kazuto Sakata (Honda)                                    | Ralf Waldmann (Aprilia)                                  | Kazuto Sakata (Honda)                   | Kazuto Sakata (Honda)                 |
| 17      | 1993 | Donington   | 250 cm³                               | Jean-Philippe Ruggia (Aprilia)                           | Loris Capirossi (Honda)                                  | Loris Reggiani (Aprilia)                                 | Loris Capirossi (Honda)                 | Jean-Philippe Ruggia (Aprilia)        |
| 17      | 1993 | Donington   | 500 cm³                               | Luca Cadalora (Yamaha)                                   | Wayne Rainey (Yamaha)                                    | Niall Mackenzie (ROC-Yamaha)                             | Kevin Schwantz (Suzuki)                 | Luca Cadalora (Yamaha)                |
| 17      | 1993 | Donington   | Gespanne                              | Biland / Waltisperg (LCR-Krauser)                        | Brindley / Hutchinson (LCR-ADM)                          | Klaffenböck / Parzer (LCR-ADM)                           | Biland / Waltisperg (LCR-Krauser)       | Webster / Simmons (LCR-ADM)           |
|         |      |             |                                       |                                                          |                                                          |                                                          |                                         |                                       |
| 18      | 1994 | Donington   | 125 cm³                               | Takeshi Tsujimura (Honda)                                | Stefano Perugini (Aprilia)                               | Peter Öttl (Aprilia)                                     | Kazuto Sakata (Aprilia)                 | Peter Öttl (Aprilia)                  |
| 18      | 1994 | Donington   | 250 cm³                               | Loris Capirossi (Honda)                                  | Tadayuki Okada (Honda)                                   | Doriano Romboni (Honda)                                  | Loris Capirossi (Honda)                 | Loris Capirossi (Honda)               |
| 18      | 1994 | Donington   | 500 cm³                               | Kevin Schwantz (Suzuki)                                  | Mick Doohan (Honda)                                      | Luca Cadalora (Yamaha)                                   | Mick Doohan (Honda)                     | Kevin Schwantz (Suzuki)               |
| 18      | 1994 | Donington   | Gespanne                              | Biland / Waltisperg (LCR-BRM)                            | Brindley / Hutchinson (LCR-Honda)                        | Webster / Hänni (LCR-Yamaha)                             | Biland / Waltisperg (LCR-Swissauto)     | Biland / Waltisperg (LCR-BRM)         |
|         |      |             |                                       |                                                          |                                                          |                                                          |                                         |                                       |
| 19      | 1995 | Donington   | 125 cm³                               | Kazuto Sakata (Aprilia)                                  | Stefano Perugini (Aprilia)                               | Emilio Alzamora (Honda)                                  | Stefano Perugini (Aprilia)              | Stefano Perugini (Aprilia)            |
| 19      | 1995 | Donington   | 250 cm³                               | Max Biaggi (Aprilia)                                     | Tetsuya Harada (Yamaha)                                  | Ralf Waldmann (Honda)                                    | Max Biaggi (Aprilia)                    | Max Biaggi (Aprilia)                  |
| 19      | 1995 | Donington   | 500 cm³                               | Mick Doohan (Honda)                                      | Daryl Beattie (Suzuki)                                   | Àlex Crivillé (Honda)                                    | Mick Doohan (Honda)                     | Mick Doohan (Honda)                   |
| 19      | 1995 | Donington   | Gespanne                              | Biland / Waltisperg (LCR-BRM)                            | Bösiger / Egli (LCR-ADM)                                 | Bohnhorst / Brown (LCR-BRM)                              | Biland / Waltisperg (LCR-BRM)           | Klaffenböck / Parzer (Windle-BRM)     |
|         |      |             |                                       |                                                          |                                                          |                                                          |                                         |                                       |
| 20      | 1996 | Donington   | 125 cm³                               | Stefano Perugini (Aprilia)                               | Masaki Tokudome (Aprilia)                                | Tomomi Manako (Honda)                                    | Masaki Tokudome (Aprilia)               | Masaki Tokudome (Aprilia)             |
| 20      | 1996 | Donington   | 250 cm³                               | Max Biaggi (Aprilia)                                     | Ralf Waldmann (Honda)                                    | Olivier Jacque (Honda)                                   | Olivier Jacque (Honda)                  | Max Biaggi (Aprilia)                  |
| 20      | 1996 | Donington   | 500 cm³                               | Mick Doohan (Honda)                                      | Àlex Crivillé (Honda)                                    | Norick Abe (Yamaha)                                      | Mick Doohan (Honda)                     | Scott Russell (Suzuki)                |
| 20      | 1996 | Donington   | Gespanne                              | Dixon / Hetherington (Windle-ADM)                        | Biland / Waltisperg (LCR-BRM-Swissauto)                  | Webster / James (LCR-ADM)                                | Biland / Waltisperg (LCR-BRM-Swissauto) | Abbott / Biggs (Windle-ADM)           |
|         |      |             |                                       |                                                          |                                                          |                                                          |                                         |                                       |
| 21      | 1997 | Donington   | 125 cm³                               | Valentino Rossi (Aprilia)                                | Masaki Tokudome (Aprilia)                                | Noboru Ueda (Honda)                                      | Yōichi Ui (Yamaha)                      | Noboru Ueda (Honda)                   |
| 21      | 1997 | Donington   | 250 cm³                               | Ralf Waldmann (Honda)                                    | Tetsuya Harada (Aprilia)                                 | Loris Capirossi (Aprilia)                                | Loris Capirossi (Aprilia)               | Tetsuya Harada (Aprilia)              |
| 21      | 1997 | Donington   | 500 cm³                               | Mick Doohan (Honda)                                      | Tadayuki Okada (Honda)                                   | Alex Barros (Honda)                                      | Mick Doohan (Honda)                     | Mick Doohan (Honda)                   |
|         |      |             |                                       |                                                          |                                                          |                                                          |                                         |                                       |
| 22      | 1998 | Donington   | 125 cm³                               | Kazuto Sakata (Aprilia)                                  | Mirko Giansanti (Honda)                                  | Yōichi Ui (Yamaha)                                       | Kazuto Sakata (Aprilia)                 | Kazuto Sakata (Aprilia)               |
| 22      | 1998 | Donington   | 250 cm³                               | Loris Capirossi (Aprilia)                                | Tetsuya Harada (Aprilia)                                 | Stefano Perugini (Honda)                                 | Loris Capirossi (Aprilia)               | Loris Capirossi (Aprilia)             |
| 22      | 1998 | Donington   | 500 cm³                               | Simon Crafar (Yamaha)                                    | Mick Doohan (Honda)                                      | Norick Abe (Yamaha)                                      | Simon Crafar (Yamaha)                   | Simon Crafar (Yamaha)                 |
| 22      | 1998 | Donington   | Gespanne                              | Webster / James (LCR-Honda)                              | Güdel / Güdel (LCR-Swissauto)                            | Klaffenböck / Hänni (LCR-ADM)                            | unbekannt                               | unbekannt                             |
|         |      |             |                                       |                                                          |                                                          |                                                          |                                         |                                       |
| 22      | 1999 | Donington   | 125 cm³                               | Masao Azuma (Honda)                                      | Noboru Ueda (Honda)                                      | Emilio Alzamora (Honda)                                  | Gianluigi Scalvini (Aprilia)            | Roberto Locatelli (Aprilia)           |
| 22      | 1999 | Donington   | 250 cm³                               | Valentino Rossi (Aprilia)                                | Loris Capirossi (Honda)                                  | Shin’ya Nakano (Yamaha)                                  | Loris Capirossi (Honda)                 | Loris Capirossi (Honda)               |
| 22      | 1999 | Donington   | 500 cm³                               | Àlex Crivillé (Honda)                                    | Tadayuki Okada (Honda)                                   | Tetsuya Harada (Aprilia)                                 | Tadayuki Okada (Honda)                  | Àlex Crivillé (Honda)                 |
|         |      |             |                                       |                                                          |                                                          |                                                          |                                         |                                       |
| 23      | 2000 | Donington   | 125 cm³                               | Yōichi Ui (Derbi)                                        | Emilio Alzamora (Honda)                                  | Noboru Ueda (Honda)                                      | Yōichi Ui (Derbi)                       | Masao Azuma (Honda)                   |
| 23      | 2000 | Donington   | 250 cm³                               | Ralf Waldmann (Aprilia)                                  | Olivier Jacque (Yamaha)                                  | Naoki Matsudo (Yamaha)                                   | Olivier Jacque (Yamaha)                 | Jamie Robinson (Aprilia)              |
| 23      | 2000 | Donington   | 500 cm³                               | Valentino Rossi (Honda)                                  | Kenny Roberts jr. (Suzuki)                               | Jeremy McWilliams (Aprilia)                              | Alex Barros (Honda)                     | Garry McCoy (Yamaha)                  |
|         |      |             |                                       |                                                          |                                                          |                                                          |                                         |                                       |
| 24      | 2001 | Donington   | 125 cm³                               | Yōichi Ui (Derbi)                                        | Toni Elías (Honda)                                       | Manuel Poggiali (Gilera)                                 | Toni Elías (Honda)                      | Yōichi Ui (Derbi)                     |
| 24      | 2001 | Donington   | 250 cm³                               | Daijirō Katō (Honda)                                     | Roberto Rolfo (Aprilia)                                  | Marco Melandri (Aprilia)                                 | Tetsuya Harada (Aprilia)                | Daijirō Katō (Honda)                  |
| 24      | 2001 | Donington   | 500 cm³                               | Valentino Rossi (Honda)                                  | Max Biaggi (Yamaha)                                      | Alex Barros (Honda)                                      | Max Biaggi (Yamaha)                     | Valentino Rossi (Honda)               |
|         |      |             |                                       |                                                          |                                                          |                                                          |                                         |                                       |
| 25      | 2002 | Donington   | 125 cm³                               | Arnaud Vincent (Aprilia)                                 | Dani Pedrosa (Honda)                                     | Manuel Poggiali (Gilera)                                 | Manuel Poggiali (Gilera)                | Lucio Cecchinello (Aprilia)           |
| 25      | 2002 | Donington   | 250 cm³                               | Marco Melandri (Aprilia)                                 | Fonsi Nieto (Aprilia)                                    | Toni Elías (Aprilia)                                     | Fonsi Nieto (Aprilia)                   | Fonsi Nieto (Aprilia)                 |
| 25      | 2002 | Donington   | MotoGP                                | Valentino Rossi (Honda)                                  | Max Biaggi (Yamaha)                                      | Alex Barros (Honda)                                      | Valentino Rossi (Honda)                 | Valentino Rossi (Honda)               |
|         |      |             |                                       |                                                          |                                                          |                                                          |                                         |                                       |
| 26      | 2003 | Donington   | 125 cm³                               | Héctor Barberá (Aprilia)                                 | Andrea Dovizioso (Honda)                                 | Stefano Perugini (Aprilia)                               | Stefano Perugini (Aprilia)              | Lucio Cecchinello (Aprilia)           |
| 26      | 2003 | Donington   | 250 cm³                               | Fonsi Nieto (Aprilia)                                    | Manuel Poggiali (Aprilia)                                | Anthony West (Aprilia)                                   | Fonsi Nieto (Aprilia)                   | Manuel Poggiali (Aprilia)             |
| 26      | 2003 | Donington   | MotoGP                                | Max Biaggi (Honda)                                       | Sete Gibernau (Honda)                                    | Valentino Rossi (Honda)                                  | Max Biaggi (Honda)                      | Valentino Rossi (Honda)               |
|         |      |             |                                       |                                                          |                                                          |                                                          |                                         |                                       |
| 27      | 2004 | Donington   | 125 cm³                               | Andrea Dovizioso (Honda)                                 | Álvaro Bautista (Aprilia)                                | Jorge Lorenzo (Derbi)                                    | Andrea Dovizioso (Honda)                | Álvaro Bautista (Aprilia)             |
| 27      | 2004 | Donington   | 250 cm³                               | Dani Pedrosa (Honda)                                     | Sebastián Porto (Aprilia)                                | Randy De Puniet (Aprilia)                                | Alex De Angelis (Aprilia)               | Dani Pedrosa (Honda)                  |
| 27      | 2004 | Donington   | MotoGP                                | Valentino Rossi (Yamaha)                                 | Colin Edwards (Honda)                                    | Sete Gibernau (Honda)                                    | Valentino Rossi (Yamaha)                | Colin Edwards (Honda)                 |
|         |      |             |                                       |                                                          |                                                          |                                                          |                                         |                                       |
| 28      | 2005 | Donington   | 125 cm³                               | Julián Simón (KTM)                                       | Mike Di Meglio (Honda)                                   | Fabrizio Lai (Honda)                                     | Mika Kallio (KTM)                       | Álvaro Bautista (Honda)               |
| 28      | 2005 | Donington   | 250 cm³                               | Randy De Puniet (Aprilia)                                | Anthony West (KTM)                                       | Casey Stoner (Aprilia)                                   | Dani Pedrosa (Honda)                    | Anthony West (KTM)                    |
| 28      | 2005 | Donington   | MotoGP                                | Valentino Rossi (Yamaha)                                 | Kenny Roberts jr. (Suzuki)                               | Alex Barros (Honda)                                      | Valentino Rossi (Yamaha)                | Valentino Rossi (Yamaha)              |
|         |      |             |                                       |                                                          |                                                          |                                                          |                                         |                                       |
| 29      | 2006 | Donington   | 125 cm³                               | Álvaro Bautista (Aprilia)                                | Mika Kallio (KTM)                                        | Mattia Pasini (Aprilia)                                  | Álvaro Bautista (Aprilia)               | Álvaro Bautista (Aprilia)             |
| 29      | 2006 | Donington   | 250 cm³                               | Jorge Lorenzo (Aprilia)                                  | Alex De Angelis (Aprilia)                                | Shuhei Aoyama (Honda)                                    | Jorge Lorenzo (Aprilia)                 | Andrea Dovizioso (Honda)              |
| 29      | 2006 | Donington   | MotoGP                                | Dani Pedrosa (Honda)                                     | Valentino Rossi (Yamaha)                                 | Marco Melandri (Honda)                                   | Dani Pedrosa (Honda)                    | Dani Pedrosa (Honda)                  |
|         |      |             |                                       |                                                          |                                                          |                                                          |                                         |                                       |
| 30      | 2007 | Donington   | 125 cm³                               | Mattia Pasini (Aprilia)                                  | Tomoyoshi Koyama (KTM)                                   | Héctor Faubel (Aprilia)                                  | Mattia Pasini (Aprilia)                 | Mattia Pasini (Aprilia)               |
| 30      | 2007 | Donington   | 250 cm³                               | Andrea Dovizioso (Honda)                                 | Alex De Angelis (Aprilia)                                | Hiroshi Aoyama (KTM)                                     | Alex De Angelis (Aprilia)               | Alex De Angelis (Aprilia)             |
| 30      | 2007 | Donington   | MotoGP                                | Casey Stoner (Ducati)                                    | Colin Edwards (Yamaha)                                   | Chris Vermeulen (Suzuki)                                 | Colin Edwards (Yamaha)                  | Toni Elías (Honda)                    |
|         |      |             |                                       |                                                          |                                                          |                                                          |                                         |                                       |
| 31      | 2008 | Donington   | 125 cm³                               | Scott Redding (Aprilia)                                  | Mike Di Meglio (Derbi)                                   | Marc Márquez (KTM)                                       | Simone Corsi (Aprilia)                  | Scott Redding (Aprilia)               |
| 31      | 2008 | Donington   | 250 cm³                               | Mika Kallio (KTM)                                        | Marco Simoncelli (Aprilia)                               | Álvaro Bautista (Aprilia)                                | Álvaro Bautista (Aprilia)               | Marco Simoncelli (Aprilia)            |
| 31      | 2008 | Donington   | MotoGP                                | Casey Stoner (Ducati)                                    | Valentino Rossi (Yamaha)                                 | Dani Pedrosa (Honda)                                     | Casey Stoner (Ducati)                   | Casey Stoner (Ducati)                 |
|         |      |             |                                       |                                                          |                                                          |                                                          |                                         |                                       |
| 32      | 2009 | Donington   | 125 cm³                               | Julián Simón (Aprilia)                                   | Simone Corsi (Aprilia)                                   | Scott Redding (Aprilia)                                  | Bradley Smith (Aprilia)                 | Julián Simón (Aprilia)                |
| 32      | 2009 | Donington   | 250 cm³                               | Hiroshi Aoyama (Honda)                                   | Álvaro Bautista (Aprilia)                                | Mattia Pasini (Aprilia)                                  | Héctor Barberá (Aprilia)                | Alex Baldolini (Aprilia)              |
| 32      | 2009 | Donington   | MotoGP                                | Andrea Dovizioso (Honda)                                 | Colin Edwards (Yamaha)                                   | Randy De Puniet (Honda)                                  | Valentino Rossi (Yamaha)                | Jorge Lorenzo (Yamaha)                |
|         |      |             |                                       |                                                          |                                                          |                                                          |                                         |                                       |
| 33      | 2010 | Silverstone | 125 cm³                               | Marc Márquez (Derbi)                                     | Pol Espargaró (Derbi)                                    | Bradley Smith (Aprilia)                                  | Marc Márquez (Derbi)                    | Pol Espargaró (Derbi)                 |
| 33      | 2010 | Silverstone | Moto2                                 | Jules Cluzel (Suter)                                     | Thomas Lüthi (Moriwaki)                                  | Julián Simón (Suter)                                     | Claudio Corti (Suter)                   | Thomas Lüthi (Moriwaki)               |
| 33      | 2010 | Silverstone | MotoGP                                | Jorge Lorenzo (Yamaha)                                   | Andrea Dovizioso (Honda)                                 | Ben Spies (Yamaha)                                       | Jorge Lorenzo (Yamaha)                  | Jorge Lorenzo (Yamaha)                |
|         |      |             |                                       |                                                          |                                                          |                                                          |                                         |                                       |
| 34      | 2011 | Silverstone | 125 cm³                               | Jonas Folger (Aprilia)                                   | Johann Zarco (Derbi)                                     | Héctor Faubel (Aprilia)                                  | Maverick Viñales (Aprilia)              | Adrián Martín (Aprilia)               |
| 34      | 2011 | Silverstone | Moto2                                 | Stefan Bradl (Kalex)                                     | Bradley Smith (Tech 3)                                   | Michele Pirro (Moriwaki)                                 | Marc Márquez (Suter)                    | Stefan Bradl (Kalex)                  |
| 34      | 2011 | Silverstone | MotoGP                                | Casey Stoner (Honda)                                     | Andrea Dovizioso (Honda)                                 | Colin Edwards (Yamaha)                                   | Casey Stoner (Honda)                    | Nicky Hayden (Ducati)                 |
|         |      |             |                                       |                                                          |                                                          |                                                          |                                         |                                       |
| 35      | 2012 | Silverstone | Moto3                                 | Maverick Viñales (FTR-Honda)                             | Luis Salom (Kalex-KTM)                                   | Sandro Cortese (KTM)                                     | Maverick Viñales (FTR-Honda)            | Sandro Cortese (KTM)                  |
| 35      | 2012 | Silverstone | Moto2                                 | Pol Espargaró (Kalex)                                    | Scott Redding (Kalex)                                    | Marc Márquez (Suter)                                     | Pol Espargaró (Kalex)                   | Thomas Lüthi (Suter)                  |
| 35      | 2012 | Silverstone | MotoGP                                | Jorge Lorenzo (Yamaha)                                   | Casey Stoner (Honda)                                     | Dani Pedrosa (Honda)                                     | Álvaro Bautista (Honda)                 | Jorge Lorenzo (Yamaha)                |
|         |      |             |                                       |                                                          |                                                          |                                                          |                                         |                                       |
| 36      | 2013 | Silverstone | Moto3                                 | Luis Salom (KTM)                                         | Álex Rins (KTM)                                          | Álex Márquez (KTM)                                       | Maverick Viñales (KTM)                  | Maverick Viñales (KTM)                |
| 36      | 2013 | Silverstone | Moto2                                 | Scott Redding (Kalex)                                    | Takaaki Nakagami (Kalex)                                 | Thomas Lüthi (Suter)                                     | Takaaki Nakagami (Kalex)                | Esteve Rabat (Kalex)                  |
| 36      | 2013 | Silverstone | MotoGP                                | Jorge Lorenzo (Yamaha)                                   | Marc Márquez (Honda)                                     | Dani Pedrosa (Honda)                                     | Marc Márquez (Honda)                    | Marc Márquez (Honda)                  |
|         |      |             |                                       |                                                          |                                                          |                                                          |                                         |                                       |
| 37      | 2014 | Silverstone | Moto3                                 | Álex Rins (Honda)                                        | Álex Márquez (Honda)                                     | Enea Bastianini (KTM)                                    | Álex Rins (Honda)                       | Jakub Kornfeil (KTM)                  |
| 37      | 2014 | Silverstone | Moto2                                 | Esteve Rabat (Kalex)                                     | Mika Kallio (Kalex)                                      | Maverick Viñales (Kalex)                                 | Johann Zarco (Caterham-Suter)           | Esteve Rabat (Kalex)                  |
| 37      | 2014 | Silverstone | MotoGP                                | Marc Márquez (Honda)                                     | Jorge Lorenzo (Yamaha)                                   | Valentino Rossi (Yamaha)                                 | Marc Márquez (Honda)                    | Marc Márquez (Honda)                  |
|         |      |             |                                       |                                                          |                                                          |                                                          |                                         |                                       |
| 38      | 2015 | Silverstone | Moto3                                 | Danny Kent (Honda)                                       | Jakub Kornfeil (KTM)                                     | Niccolò Antonelli (Honda)                                | Jorge Navarro (Honda)                   | Danny Kent (Honda)                    |
| 38      | 2015 | Silverstone | Moto2                                 | Johann Zarco (Kalex)                                     | Álex Rins (Kalex)                                        | Esteve Rabat (Kalex)                                     | Sam Lowes (Speed Up)                    | Florian Alt (Suter)                   |
| 38      | 2015 | Silverstone | MotoGP                                | Valentino Rossi (Yamaha)                                 | Danilo Petrucci (Ducati)                                 | Andrea Dovizioso (Ducati)                                | Marc Márquez (Honda)                    | Valentino Rossi (Yamaha)              |
|         |      |             |                                       |                                                          |                                                          |                                                          |                                         |                                       |
| 39      | 2016 | Silverstone | Moto3                                 | Brad Binder (KTM)                                        | Francesco Bagnaia (Mahindra)                             | Bo Bendsneyder (KTM)                                     | Francesco Bagnaia (Mahindra)            | Nicolò Bulega (KTM)                   |
| 39      | 2016 | Silverstone | Moto2                                 | Thomas Lüthi (Kalex)                                     | Franco Morbidelli (Kalex)                                | Takaaki Nakagami (Kalex)                                 | Sam Lowes (Kalex)                       | Thomas Lüthi (Kalex)                  |
| 39      | 2016 | Silverstone | MotoGP                                | Maverick Viñales (Suzuki)                                | Cal Crutchlow (Honda)                                    | Valentino Rossi (Yamaha)                                 | Cal Crutchlow (Honda)                   | Maverick Viñales (Suzuki)             |
|         |      |             |                                       |                                                          |                                                          |                                                          |                                         |                                       |
| 40      | 2017 | Silverstone | Moto3                                 | Arón Canet (Honda)                                       | Enea Bastianini (Honda)                                  | Jorge Martín (Honda)                                     | Romano Fenati (Honda)                   | Jorge Martín (Honda)                  |
| 40      | 2017 | Silverstone | Moto2                                 | Takaaki Nakagami (Kalex)                                 | Mattia Pasini (Kalex)                                    | Franco Morbidelli (Kalex)                                | Mattia Pasini (Kalex)                   | Franco Morbidelli (Kalex)             |
| 40      | 2017 | Silverstone | MotoGP                                | Andrea Dovizioso (Ducati)                                | Maverick Viñales (Yamaha)                                | Valentino Rossi (Yamaha)                                 | Marc Márquez (Honda)                    | Marc Márquez (Honda)                  |
|         |      |             |                                       |                                                          |                                                          |                                                          |                                         |                                       |
| 41      | 2018 | Silverstone | Moto3                                 | Die Rennen wurde wegen starken Regens abgesagt.          | Die Rennen wurde wegen starken Regens abgesagt.          | Die Rennen wurde wegen starken Regens abgesagt.          | Jorge Martín (Honda)                    | –                                     |
| 41      | 2018 | Silverstone | Moto2                                 | Die Rennen wurde wegen starken Regens abgesagt.          | Die Rennen wurde wegen starken Regens abgesagt.          | Die Rennen wurde wegen starken Regens abgesagt.          | Francesco Bagnaia (Kalex)               | –                                     |
| 41      | 2018 | Silverstone | MotoGP                                | Die Rennen wurde wegen starken Regens abgesagt.          | Die Rennen wurde wegen starken Regens abgesagt.          | Die Rennen wurde wegen starken Regens abgesagt.          | Maverick Viñales (Yamaha)               | –                                     |
|         |      |             |                                       |                                                          |                                                          |                                                          |                                         |                                       |
| 42      | 2019 | Silverstone | Moto3                                 | Marcos Ramírez (Honda)                                   | Tony Arbolino (Honda)                                    | Lorenzo Dalla Porta (Honda)                              | Tony Arbolino (Honda)                   | Tatsuki Suzuki (Honda)                |
| 42      | 2019 | Silverstone | Moto2                                 | Augusto Fernández (Kalex)                                | Jorge Navarro (Speed Up)                                 | Brad Binder (KTM)                                        | Álex Márquez (Kalex)                    | Augusto Fernández (Kalex)             |
| 42      | 2019 | Silverstone | MotoGP                                | Álex Rins (Suzuki)                                       | Marc Márquez (Honda)                                     | Maverick Viñales (Yamaha)                                | Marc Márquez (Honda)                    | Marc Márquez (Honda)                  |
|         |      |             |                                       |                                                          |                                                          |                                                          |                                         |                                       |
| –       | 2020 | Silverstone | Abgesagt wegen der COVID-19-Pandemie. | Abgesagt wegen der COVID-19-Pandemie.                    | Abgesagt wegen der COVID-19-Pandemie.                    | Abgesagt wegen der COVID-19-Pandemie.                    | Abgesagt wegen der COVID-19-Pandemie.   | Abgesagt wegen der COVID-19-Pandemie. |
|         |      |             |                                       |                                                          |                                                          |                                                          |                                         |                                       |
| 43      | 2021 | Silverstone | Moto3                                 | Romano Fenati (Husqvarna)                                | Niccolò Antonelli (KTM)                                  | Dennis Foggia (Honda)                                    | Romano Fenati (Husqvarna)               | Izan Guevara (GasGas)                 |
| 43      | 2021 | Silverstone | Moto2                                 | Remy Gardner (Kalex)                                     | Marco Bezzecchi (Kalex)                                  | Jorge Navarro (Boscoscuro)                               | Marco Bezzecchi (Kalex)                 | Jorge Navarro (Boscoscuro)            |
| 43      | 2021 | Silverstone | MotoGP                                | Fabio Quartararo (Yamaha)                                | Álex Rins (Suzuki)                                       | Aleix Espargaró (Aprilia)                                | Pol Espargaró (Honda)                   | Fabio Quartararo (Yamaha)             |
|         |      |             |                                       |                                                          |                                                          |                                                          |                                         |                                       |
| 44      | 2022 | Silverstone | Moto3                                 | Dennis Foggia (Honda)                                    | Jaume Masiá (KTM)                                        | Deniz Öncü (KTM)                                         | Diogo Moreira (KTM)                     | Deniz Öncü (KTM)                      |
| 44      | 2022 | Silverstone | Moto2                                 | Augusto Fernández (Kalex)                                | Alonso López (Boscoscuro)                                | Jake Dixon (Kalex)                                       | Augusto Fernández (Kalex)               | Augusto Fernández (Kalex)             |
| 44      | 2022 | Silverstone | MotoGP                                | Francesco Bagnaia (Ducati)                               | Maverick Viñales (Aprilia)                               | Jack Miller (Ducati)                                     | Johann Zarco (Ducati)                   | Álex Rins (Suzuki)                    |
|         |      |             |                                       |                                                          |                                                          |                                                          |                                         |                                       |
| 45      | 2023 | Silverstone | Moto3                                 | David Alonso (GasGas)                                    | Ayumu Sasaki (Husqvarna)                                 | Daniel Holgado (KTM)                                     | Jaume Masiá (Honda)                     | Collin Veijer (Husqvarna)             |
| 45      | 2023 | Silverstone | Moto2                                 | Fermín Aldeguer (Boscoscuro)                             | Arón Canet (Kalex)                                       | Pedro Acosta (Kalex)                                     | Pedro Acosta (Kalex)                    | Fermín Aldeguer (Boscoscuro)          |
| 45      | 2023 | Silverstone | MotoGP                                | Aleix Espargaró (Aprilia)                                | Francesco Bagnaia (Ducati)                               | Brad Binder (KTM)                                        | Marco Bezzecchi (Ducati)                | Aleix Espargaró (Aprilia)             |

Rekordsieger Fahrer: Valentino Rossi (8)